# Fungus Rock
Fungus Rock, poznat i kao Otok gljiva, na malteški Il-Ġebla tal-Ġeneral ili Ħaġret il-Ġeneral (hrv. Stijena generala) je mala nenaseljena hrid u obliku 60 m visoke masivne vapnenačke stijene vapnenca na ulazu u gotovo kružnu crnu lagunu u Dwejri, na obali Gozoa, otoka u malteškom otočju, u državi Malti. Fungus Rock se nalazi na 36°02′45″N 14°11′27″E / 36.04583°N 14.19083°E i spada u nadležnost grada San Lawrenza.

## Povijest
Ivanovci su otkrili biljku koja je popularno poznato kao malteška gljiva, koja raste na ravnom vrhu stijene. Ova biljka, vrsta parazitske cvjetnice, a ne gljive, ima odbojan miris. Tadašnji liječnici vjerovali su da ima ljekovita svojstva. Vitezovi su ga koristili kao antihemoragijski zavoj za rane i lijek za dizenteriju. Vitezovi su ga toliko cijenili da su često darovali malteške gljive uglednim plemićima i posjetiteljima malteških otoka.
Veliki majstor Pinto proglasio je hrid zabranjenim područjem 1746. godine; prestupnici su riskirali trogodišnju kaznu kao veslači na viteškim galijama. Tu je postavio stalnu stražu, pa čak je i izgradio nesigurnu žičaru od stijene do 50 metara udaljenog kopna. Također je naredio da se litice izglade kako bi se uklonila mjesta koja mogu pomoći kod penjanja.
Farmakolozi danas proučavaju medicinske učinke Fucus coccineus melitensis.
Danas je Fungus Rock prirodni rezervat. Međutim, obližnja obala otvorena je za kupanje, a more je zanimljivo za ronjenje.
Fungus Rock također je savršena meta za fotografiranje zalaska sunca kroz otvor u njemu. Međutim, to je dostupno samo s ulaznog sidrišta i samo tijekom određenih godišnjih doba kada sunce zalazu na pravi način.
- Pogled straga na Fungus Rock
- Cynomorium coccineum, čudna biljka po kojoj je stijena gljiva dobila ime
- Zalazak sunca kroz rupu na stijeni

## Vanjske poveznice
|  | Zajednički poslužitelj ima još gradiva o temi Fungus Rock |